# Přemysl Frič
Přemysl Frič (31. března 1929 – 25. března 2024) byl český lékař, gastroenterolog.

## Profesní kariéra
Po promoci na Lékařské fakultě Univerzity Karlovy v roce 1953 nastoupil na pracoviště Karla Herforta, zakladatele endoskopie zažívacího traktu v Československu. Kandidátskou práci obhájil roku 1957, roku 1969 byl jmenován docentem vnitřního lékařství a v roce 1983 byl jmenován profesorem medicíny Univerzity Karlovy.
Hlavním předmětem jeho zájmu se brzy stala problematika malabsorpčního syndromu. Monografii na toto téma z roku 1969 se dostalo i mezinárodního uznání. Po profesoru Herfortovi se stal přednostou Interního oddělení Fakultní polikliniky a učinil z tohoto pracoviště nejvýznamnější endoskopické centrum v tehdejším Československu. Zavedl nové endoskopické metody – ERCP a endoskopickou ultrasonografii a prováděl na pracovišti funkční testy zažívacího traktu a široké spektrum laboratorních vyšetření. Pracoviště vedl až do roku 1998, kdy po jeho sloučení se IV. interní klinikou přešel jako emeritní profesor na II. interní kliniku Ústřední vojenské nemocnice. Krom zmíněné problematiky malabsropčního syndromu (zvl. celiakie, kde byl hlavním protagonistou v připravovaném screeningovém programu) se zabýval také studiem probiotik. Významnou měrou také přispěl k zavedení screeningového programu kolorektálního karcinomu v České republice.
Byl autorem více než 400 odborných publikací a 7 monografií.